# Liste von Basketballvereinen in El Salvador
Diese Liste ist eine Aufstellung von Basketballvereinen in El Salvador.
| Verein                         | Logo | Ort                                                     | Nationale Meisterschaften                                                 | Sportstätte                          | Sonstiges und Webadresse | Belege        |
| ------------------------------ | ---- | ------------------------------------------------------- | ------------------------------------------------------------------------- | ------------------------------------ | ------------------------ | ------------- |
| Club de Baloncesto Cojute      |      | Cojutepeque                                             |                                                                           |                                      |                          | [ 1 ] [ 2 ]   |
| Fantasmas De San Vicente       |      | Ciudad San Vicente                                      |                                                                           |                                      |                          | [ 3 ] [ 4 ]   |
| AD Chalchuapa United           |      | Chalchuapa                                              |                                                                           |                                      |                          | [ 5 ]         |
| Brujos Izalco                  |      | Izalco                                                  | 2016 Apertura, 2017 Apertura, 2018 Apertura                               |                                      | Mehrspartensportverein   | [ 6 ] [ 7 ]   |
| Izalco                         |      | Izalco                                                  |                                                                           |                                      |                          | [ 8 ]         |
| Juayua                         |      | Juayúa                                                  |                                                                           |                                      |                          |               |
| Metapan BC                     |      | Metapán                                                 | Apertura: 2023                                                            |                                      |                          |               |
| AD Isidro Metapan              |      | Metapán                                                 | Clausura: 2015                                                            |                                      | Mehrspartensportverein   | [ 9 ]         |
| Giants de San Salvador         |      |                                                         |                                                                           |                                      |                          | [ 10 ]        |
| San Salvador BC                |      | San Salvador                                            | 2019 Clausura, 2021 Clausura, 2022 Clausura                               | Gimnasio Nacional José Adolfo Pineda | Einspartensportverein    | [ 11 ] [ 12 ] |
| Ciudad Arce                    |      | San Salvador? / Ciudad Arce?                            |                                                                           |                                      |                          | [ 13 ]        |
| Santa Tecla BC                 |      | Santa Tecla (6 km westlich der Hauptstadt San Salvador) | 2016 Clausura, 2018 Clausura, 2019 Clausura, 2021 Apertura, 2023 Clausura | Gimnasio Nacional José Adolfo Pineda | Einspartensportverein    | [ 14 ] [ 15 ] |
| FAS-Denver                     |      | Santa Ana (El Salvador)                                 | 2015 Clausura                                                             |                                      | Mehrspartensportverein   |               |
| MC El Brasil Santa Ana         |      | Santa Ana                                               |                                                                           |                                      |                          | [ 16 ] [ 17 ] |
| San Marcos                     |      | San Marcos (El Salvador)                                |                                                                           |                                      |                          | [ 18 ]        |
| San Miguel BC                  |      |                                                         |                                                                           |                                      |                          | [ 19 ]        |
| Club Deportivo Águila (BC)     |      | San Miguel (El Salvador)                                | 2015 Apertura, 2022 Apertura                                              |                                      | Mehrspartensportverein   | [ 20 ]        |
| Once Lobos                     |      |                                                         |                                                                           |                                      |                          | [ 21 ]        |
| Salvadorenos                   |      |                                                         |                                                                           |                                      |                          | [ 22 ]        |
| Santiagueno BC                 |      | Usulután                                                |                                                                           |                                      |                          | [ 23 ]        |
| Quezaltepeque BC               |      | Quezaltepeque                                           |                                                                           |                                      |                          |               |
| Halcones de Sonzacate          |      |                                                         |                                                                           |                                      |                          | [ 24 ]        |
| (?Halcones de) Sonsonate BC    |      | Sonsonate                                               | 2017 Clausura                                                             |                                      |                          | [ 25 ]        |
| Nejapa BC                      |      | Nejapa                                                  |                                                                           |                                      |                          | [ 26 ]        |
| Canarios De 11 Municipal       |      |                                                         |                                                                           |                                      |                          | [ 27 ]        |
| El Rapido de la Union          |      |                                                         |                                                                           |                                      |                          | [ 28 ]        |
| Tigres Voladores STGO de Maria |      |                                                         |                                                                           |                                      |                          |               |
| Arcense Biomedical BC          |      |                                                         |                                                                           |                                      |                          | [ 29 ]        |
| Agencia de Viajes Bonilla      |      |                                                         |                                                                           |                                      |                          | [ 30 ]        |

Die Tabelle erhebt keinen Anspruch auf Vollständigkeit.